# Nationalisme sociopolitique
Le nationalisme sociopolitique a été décrit par Michel Seymour afin de tenir compte de situations intermédiaires entre un nationalisme ethnique et un nationalisme civique.
Une communauté politique est qualifiée de nation sociopolitique lorsqu'elle répond à deux critères principaux. De manière objective: une majorité nationale occupe un territoire reconnu. Et de manière subjective, il doit exister une volonté collective de la population de ce territoire de faire partie d’une nation propre.
Par territoire reconnu, on entend un territoire délimité, possédant ses propres institutions mais non souverain (région, province, canton, land, État fédéré, ...).
Par majorité nationale, on entend une majorité d'individus d'un territoire partageant une langue ainsi qu'une histoire et des traditions communes. Cela n'empêche pas la coexistence sur ce territoire d'une minorité nationale qui a pu jouer un rôle dans l’histoire de cette nation. Une nation sociopolitique peut être englobée par un autre ensemble, si celui-ci reconnaît cette nation et sa différence. 
Cette définition peut s'appliquer au Québec où coexiste une majorité nationale (80 % des Québécois sont francophones), et une minorité nationale (8 % d'Anglo-québécois). Le Québec possède ses propres institutions et une volonté collective de s’identifier au Québec est clairement marquée dans les sondages. En plus des Québécois, Denis Monière indique que cette situation peut aussi être notée chez les Écossais, les Catalans, les Corses, les Basques, etc...